# Zitterbewegung
Zitterbewegung, "movimento trêmulo" (em alemão), como foi originalmente descrito por Erwin Schrödinger, é um efeito não-físico, não observável. Não obstante, por um longo tempo, tem sido debatido se zitterbewegung é um efeito real ou algo artificial que cai fora da equação que descreve a situação, a equação de Dirac.

## História
A existência desse movimento foi proposta pela primeira vez por Schrödinger em 1930 como resultado de sua análise das soluções de pacotes de ondas da equação de Dirac para elétrons relativísticos no espaço livre, em que uma interferência entre estados de energia positivos e negativos produz o que parece ser uma flutuação (à velocidade da luz) da posição de um elétron ao redor da mediana, com uma frequência angular de ⁠2mc2/h⁠, ou aproximadamente 1.6×1021 radianos por segundo. O zitterbewegung de uma partícula relativística livre nunca foi observado. Para o átomo de hidrogénio, o zitterbewegung produz o termo de Darwin, que desempenha o papel na estrutura fina como uma pequena correção do nível de energia dos orbitais s.